# Odontophrynus
Genre
Synonymes
- Hyperoodon Philippi, 1902

Odontophrynus est un genre d'amphibiens de la famille des Odontophrynidae.

## Répartition
Les 11 espèces de ce genre se rencontrent dans le Sud et l'Est de l'Amérique du Sud.

## Liste des espèces
Selon Amphibian Species of the World (18 novembre 2016) :
- Odontophrynus achalensis di Tada, Barla, Martori & Cei, 1984
- Odontophrynus americanus (Duméril & Bibron, 1841)
- Odontophrynus barrioi Cei, Ruiz & Beçak, 1982
- Odontophrynus carvalhoi Savage & Cei, 1965
- Odontophrynus cordobae Martino & Sinsch, 2002
- Odontophrynus cultripes Reinhardt & Lütken, 1862
- Odontophrynus lavillai Cei, 1985
- Odontophrynus maisuma Rosset, 2008
- Odontophrynus monachus Caramaschi & Napoli, 2012
- Odontophrynus occidentalis (Berg, 1896)
- Odontophrynus salvatori Caramaschi, 1996

## Publication originale
- Reinhardt & Lütken, 1862 "1861" : Bidrag til Kundskab om Brasiliens Padder og Krybdyr. Förste Afdeling Paddern og Oglerne. Videnskabelige meddelelser fra den Naturhistoriske forening i Kjöbenhavn, vol. 1861, no 10/15, p. 143-242 (texte intégral).